# Bajío de Ratones
Bajío de Ratones är en ort i Mexiko.   Den ligger i kommunen Arandas och delstaten Jalisco, i den centrala delen av landet, 400 km väster om huvudstaden Mexico City. Bajío de Ratones ligger 2 009 meter över havet och antalet invånare är 303.
Terrängen runt Bajío de Ratones är en högslätt. Runt Bajío de Ratones är det ganska tätbefolkat, med 72 invånare per kvadratkilometer. Närmaste större samhälle är Arandas, 8,6 km öster om Bajío de Ratones. I omgivningarna runt Bajío de Ratones växer huvudsakligen savannskog.